# Ruder-Europameisterschaften 1927
Die Ruder-Europameisterschaften 1927 wurden am 6. September auf dem Comer See in Como ausgetragen.

## Ergebnisse
| Bootsklasse            | Gold | Silber | Bronze |
| ---------------------- | --- | --- | --- |
| Einer                  | Michelangelo Bernasconi | Béla Szendey | Josef Straka |
| Doppelzweier           | Schweiz Rudolf Bosshard Maurice Rieder | Italien Michelangelo Bernasconi Alessandro de Col | Belgien Edmond van Parys Adolphe Schnaphauf |
| Zweier ohne Steuermann | Italien Pier Luigi Vestrini Renzo Vestrini | Schweiz Alois Reinhard Willy Siegenthaler | Niederlande Hein van Suylekom Carel van Wankum |
| Zweier mit Steuermann  | Italien Pier Luigi Vestrini Renzo Vestrini Cesare Milani (Steuermann)                                                                                                   | Schweiz Edouard Schädeli Wilhelm Müller Paul Wirz (Steuermann)                                                                                            | Niederlande Dirk Fortuin Johannes Brandsma L. Janus (Steuermann) |
| Vierer ohne Steuermann | Italien Palmino Lago Agostino Massa Andrea Cattoni Giuseppe Maggio | Schweiz Theodor Stauffer Max Balmer Arnold Schenk Reinhard Wildbolz                                                                                       | nicht vergeben |
| Vierer mit Steuermann  | Italien Antonio Ghiardello Mario Ghiardello Giovanni Battista Pastine Andrea Ghiardello Ugo Giangrande (Steuermann)                                                     | Schweiz Karl Schöchlin Hans Schöchlin Julien Comtesse Paul Käser Theophil Mosimann (Steuermann)                                                           | Belgien Robert Swartelé Maurice Swartelé Theo Wambeke Alphonse De Wette unbekannt (Steuermann)                                                                                   |
| Achter                 | Italien Medardo Lamberti Arturo Moroni Vittore Stocchi Guglielmo Carubbi Amilcare Canevari Medardo Galli Giulio Lamberti Benedetto Borella Angelo Polledri (Steuermann) | Schweiz Alois Reinhard Josef Zimmermann Ernst Haas Hans Kappeler G. Inglin Hans Zimmermann Kaspar Zimmermann Willy Siegenthaler Walter Ludin (Steuermann) | Polen Jan Niezabitowski Jerzy Proczobut Józef Łaszewski Janusz Ślązak Marian Wodziański Andrzej Sołtan-Pereświat Piotr Kurnicki Otto Gordziałkowski Emil Czapliński (Steuermann) |

## Medaillenspiegel
| Platz  | Land             | Gold | Silber | Bronze | Gesamt |
| ------ | ---------------- | ---- | ------ | ------ | ------ |
| 1      | Italien          | 6    | 1      | –      | 7      |
| 2      | Schweiz          | 1    | 5      | –      | 6      |
| 3      | Ungarn           | –    | 1      | –      | 1      |
| 4      | Belgien          | –    | –      | 2      | 2      |
| 4      | Niederlande      | –    | –      | 2      | 2      |
| 6      | Polen            | –    | –      | 1      | 1      |
| 6      | Tschechoslowakei | –    | –      | 1      | 1      |
| Gesamt | Gesamt           | 7    | 7      | 6      | 20     |